# Босиљка Ковачевић Мијатовић
Босиљка Ковачевић Мијатовић (Задварје, 8. јул 1910 — Дубровник, 7. октобар 1993) била је српска  сликарка и професорка ликовне уметности из Дубровника.

## Биографија
Босиљка Ковачевић Мијатовић је 1929. завршила Умјетничку школу у Сплиту. Радила је као професорка у гимназији у Подгорици (1939 – 1944), а од 1946. наставница на Груди у Конавлима. Од 1947. предаје у Учитељској школи, од 1949. у гимназији и од 1959. до пензионисања 1969. у основној школи у Дубровнику. Њен брат Бранко, такође је био сликар.

## Уметничко дело
Босиљка Ковачевић Мијатовић је сликала под утицајем постимпресионизма и експресионизма. Њена рана дела била су сликана у уљу и темпери. То су биле ведуте Дубровника (Поглед на Св. Марију, 1953; Дубровачке зидине, 1959; Минчета, 1962), мртве природе (Шкрпина, 1947) и портрети (Портрет В. К., 1960; Аутопортрет, 1965) магличасто расплинутих контура и пригушених сиво-модрих колорита. Крајем 1960-их почиње кубистички разлагати облике, а палета јој постаје топлија (Риба, 1969; Дубровник XIII, 1973; Мртва природа, 1974), да би се крајем каријере окренула сликању  интеријера у лирском стилу (У част Ел Грека, 1976; Мртва природа с Вермером, 1977).

### Самосталне изложбе
- Дубровник (1955, 1957, 1959, 1963, 1977, 1983, 1986, 1988);
- Кобленц (1979).

### Групне изложбе
- Изложбе УЛУХ/ХДЛУ[2] (од 1952);
- Загребачки салон (1973);
- Изложба "100 година модерне уметности у Дубровнику" (Дубровник 1978);
- Савремени дубровачки уметници (Дубровник 1982);
- Дубровачки салон (1979, 1982);
- Изложба дубровачких сликара (Загреб 1992).